# Violent Machine
Violent Machine — седьмой сольный студийный альбом гитариста-виртуоза Тони Макалпина, вышедший в 1996 году. 

## Об альбоме
Violent Machine вышел в двух разных вариантах. Интересно то, что релиз, распространяемый компанией «Lion», вышел в конверте, рисунок на котором не был одобрен самим Макалпином.

## Список композиций
Все композиции написаны Тони Макалпином, кроме (5 на релизе США, 6 на японском релизе).

### Американский релиз
1. Violent Machine
2. Unfortunate Lazarus
3. Circus Du Soleil
4. Sophisticated Domination
5. Chopin Etude 12 Opus 10
6. Shoe Shine Cyber Boy
7. Carolina Blue
8. Mr. Destructive
9. Ars Nova
10. Space Ritual

### Японский релиз
1. Violent Machine
2. Unfortunate Lazarus
3. Hatred To Love
4. Circus Du Soleil
5. Sophisticated Domination
6. Chopin Etude 12 Opus 10
7. Shoe Shine Cyber Boy
8. Carolina Blue
9. Little Gem
10. Ars Nova
11. Out Of Touch

## Участники записи
- Тони Макалпин — гитары, клавишные, фортепиано
- Kewin Chown — бас
- Mike Terrana — барабаны